# Copa Sony Ericsson Colsanitas 2009
Copa Sony Ericsson Colsanitas 2009 — тенісний турнір, що проходив на кортах із ґрунтовим покриттям. Це був 12-й за ліком Copa Colsanitas Santander. Належав до турнірів International в рамках Туру WTA 2009. Відбувся в Club Campestre El Rancho в Боготі (Колумбія). Тривав з 14 до 22 лютого 2009 року. Уперше спонсором турніру був Sony Mobile Communications.

## Учасниці

### Сіяні пари
| Спортсменка                | Країна    | Рейтинг* | Сіяна |
| -------------------------- | --------- | -------- | ----- |
| Флавія Пеннетта            | Італія    | 15       | 1     |
| Карла Суарес Наварро       | Іспанія   | 28       | 2     |
| Хісела Дулко               | Аргентина | 46       | 3     |
| Нурія Льягостера Вівес     | Іспанія   | 76       | 4     |
| Клара Закопалова           | Чехія     | 94       | 5     |
| Матільд Жоанссон           | Франція   | 73       | 6     |
| Марія Хосе Мартінес Санчес | Іспанія   | 66       | 7     |
| Лурдес Домінгес Ліно       | Іспанія   | 80       | 8     |

- Рейтинг подано станом на 16 лютого 2009.

### Інші учасниці
Нижче наведено учасниць, які отримали вайлд-кард на участь в основній сітці:
- Марія Емілія Салерні
- Аранча Парра Сантонха
- Вікі Нуньєс Фуентес

Нижче наведено гравчинь, які пробились в основну сітку через стадію кваліфікації:
- Ципора Обзилер
- Юганна Ларссон
- Каталін Мароші
- Тамарін Гендлер

## Переможниці та фіналістки

### Одиночний розряд
Марія Хосе Мартінес Санчес —  Хісела Дулко, 6–3, 6–2
- Для Мартінес Санчес це був перший титул за кар'єру

### Парний розряд
Нурія Льягостера Вівес /  Марія Хосе Мартінес Санчес —  Хісела Дулко /  Флавія Пеннетта 7–5, 3–6, [10–7]